# MetroSur
MetroSur es una de las seis áreas en las que se divide la red de Metro de Madrid, en concreto aquella que sirve a los municipios del sur del área metropolitana de Madrid: Alcorcón, Leganés, Getafe, Móstoles y Fuenlabrada. 
Incluye las estaciones de El Casar en la línea 3, Puerta del Sur y Joaquín Vilumbrales en la línea 10, la estación de La Fortuna en la línea 11 y la totalidad de la línea 12. 
Su creación responde a la expansión de la red de metro por las zonas sur y suroeste más allá del municipio de Madrid, al que corresponde la corona tarifaria A, según la división del Consorcio Regional de Transportes de Madrid. MetroSur se encuentra en las coronas B1 y B2 del Consorcio, por lo que existen títulos de transporte específicos para esta área. Así, un billete sencillo cuesta 1,50 € y el billete de 10 viajes, 11,20 €. Para viajar por esta y otras zonas existe un billete combinado, cuyo sencillo cuesta 3,00 € y cuyo billete de 10 viajes cuesta 18,30 €.